# Dillingen an der Donau
Dillingen an der Donau (eller: Dillingen a.d. Donau) er administrationsby i Landkreis Dillingen an der Donau Regierungsbezirks Schwaben i den tyske delstat Bayern. Byen har godt 18.600 indbyggere.

## Geografi
Dillingen ligger i Nordschwaben, på den nordre bred af floden Donau i landskabet Donauried. Byen ligger ca. 15 km fra grænsen til delstaten Baden-Württemberg.

### Inddeling
Til Dillingen an der Donau hører, ud over hovedbyen, blandt andet Donaualtheim, Fristingen, Hausen, Kicklingen, Schretzheim og Steinheim.